# FSFAB Cadre-45/2-Weltmeisterschaft 1912/2

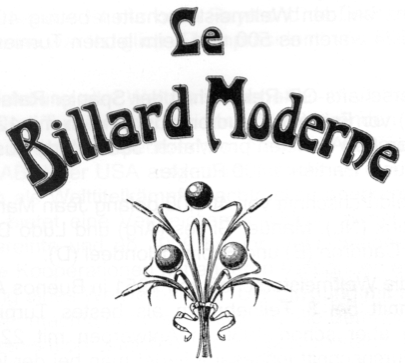
Emblem der FSFAB

Die FSFAB Weltmeisterschaften im Cadre 35/2 und 45/2 1912/2 war die 10. Cadre 45/2 Weltmeisterschaft der Amateure der FSFAB. Das Turnier fand vom 18. März bis zum 1. April 1912 in Paris statt. Parallel zu denen der FSFAB wurden auch Weltmeisterschaften der Fédération Française de Billard (FFB) ausgetragen.

## Geschichte
Das Turnier wurde auf dem Matchbillard mit 45 cm Abstrich der Cadrefelder ausgetragen. Überlegener Sieger dieser Weltmeisterschaft wurde der Franzose Alfred Mortier. Er erzielte alle Turnierrekorde und erreichte zum dritten Mal den Titel eines FSFAB-Weltmeisters. Die Plätze drei bis sieben wurden nicht durch Stichpartien entschieden, sondern wurden nach GD gewertet.
Das ganze Turnier wurde im Round Robin System bis 400 Punkte gespielt.
1. MP = Matchpunkte
2. GD = Generaldurchschnitt
3. HS = Höchstserie

## Abschlusstabelle
| Platz | Name                    | MP   | GD    | BED   | HS  |
| ----- | ----------------------- | ---- | ----- | ----- | --- |
| 1     | Alfred Mortier          | 16:2 | 17,33 | 40,00 | 178 |
| 2     | Henri Blanc             | 12:6 | 12,54 | 22,22 | 87  |
| 3     | Albert Poensgen         | 10:8 | 12,08 | 21,05 | 125 |
| 4     | Edouard Roudil          | 10:8 | 11,95 | 16,66 | 103 |
| 5     | Charles Darantière      | 10:8 | 11,89 | 13,79 | 77  |
| 6     | Rudolphe Agassiz        | 10:8 | 10,76 | 19,04 | 127 |
| 7     | Henri Maréchal          | 10:8 | 9,90  | 13,79 | 70  |
| 8     | J. Ferdinand Poggenburg | 6:12 | 13,31 | 28,57 | 149 |
| 9     | ? Labouret              | 4:14 | 8,13  | 12,50 | 129 |
| 10    | Raymond de Drée         | 2:16 | 7,96  | 11,76 | 109 |